# Frieda Blell

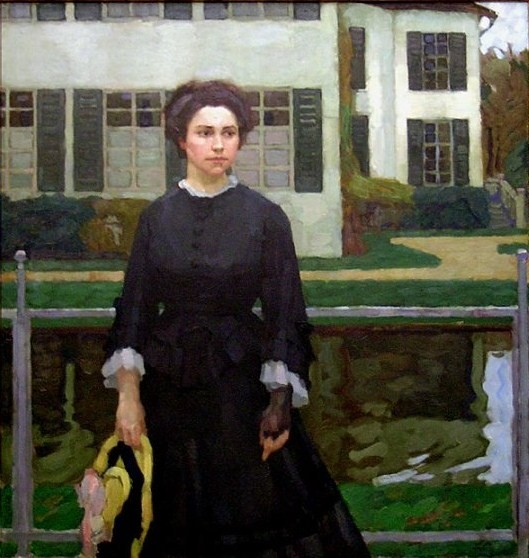
Frieda Blell. Porträt von ihrem späteren Ehemann Leo Putz (1908)

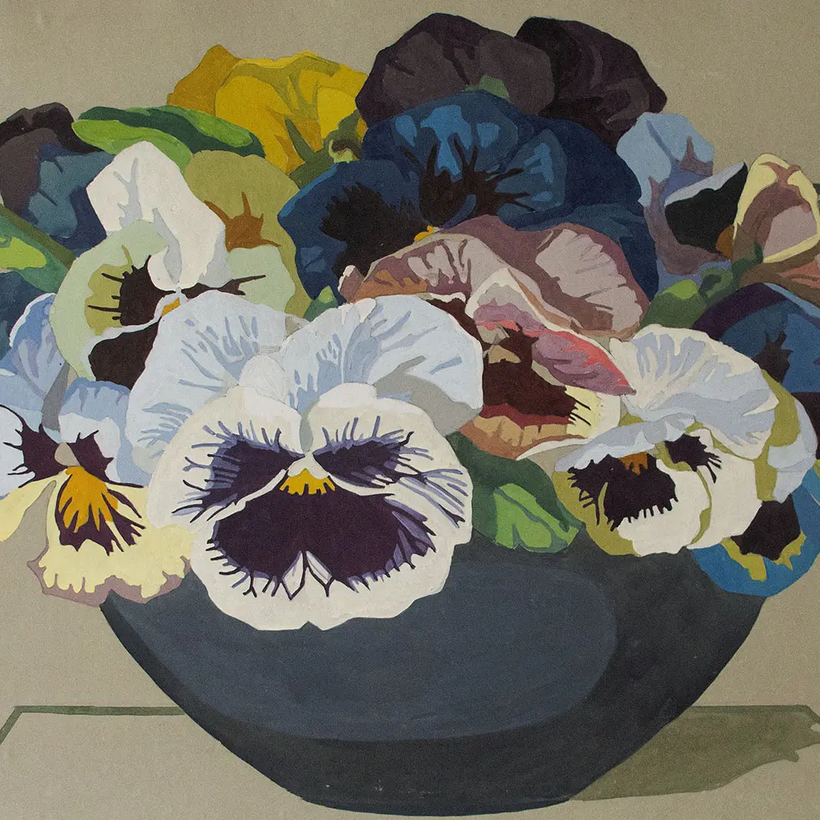
Gemälde von Frieda Blell: Stillleben mit Stiefmütterchen (vor 1913); Gouache auf Papier

Frieda Blell (* 4. September 1874 in Brandenburg an der Havel; † 5. März 1951 in Gauting, Bayern) war eine deutsche Landschaftsmalerin.
Frieda Blell entstammte einer in ihrer Heimatstadt alteingesessenen Tuchhändlerfamilie. Ihr Vater Carl Blell war international als Großhandelskaufmann tätig und Abgeordneter im Reichstag sowie im Preußischen Landtag. Da ihr Vater nichts von den künstlerischen Interessen seiner Tochter hielt, stellte sie sich auf eigene Füße und studierte ab 1900 in München Kunst. Hier lernte sie bald den expressionistischen Maler Leo Putz kennen, dem sie immer wieder Modell stand, und den sie 1913 heiratete. 1915 wurde ihr Sohn Helmut geboren. Sie arbeitete, allerdings meist im Schatten ihres Mannes, in München und ab 1923 in Gauting. Den Sommer verbrachte das Künstlerehepaar zwischen 1909 und 1914 häufig in Hartmannsberg am Chiemsee zusammen mit Julius Hess, Lotte von Marcard und Edward Cucuel. Dort entstanden eine große Zahl von Freilichtakten und Kahnbildern. Von 1929 bis 1933 lebte die Familie in Südamerika, wo ihr Mann ab 1931 eine Professur in Rio de Janeiro innehatte. Da ihr Mann öffentlich Widerstand gegen den Nationalsozialismus zeigte und sein Werk als „entartete Kunst“ klassifiziert wurde, war die Familie gezwungen, nach Meran (Südtirol, Italien) auszuweichen.
Blell malte zahlreiche Landschafts- und Blumenbilder, zum Beispiel Blühende Nessel (1913), Orchideen (1918), unter anderem für die Münchener Zeitschrift Die Jugend.
Frieda Blell starb im März 1951 im Alter von 76 Jahren.